# Mesochorus carinatus
Mesochorus carinatus är en stekelart som beskrevs av Schwenke 1999. Mesochorus carinatus ingår i släktet Mesochorus och familjen brokparasitsteklar. Inga underarter finns listade i Catalogue of Life.